# Аргульоль, Рафаэль
Рафаэ́ль Аргульо́ль (исп. Rafael Argullol; род. 1949[…], Барселона) — испанский поэт, писатель и философ.

## Биография
Изучал историю искусств, философию, медицину, экономику и информатику. Получил диплом по эстетике, преподает её на филологическом факультете барселонского Университета имени Пумпеу Фабры (исп. Universidad Pompeu Fabra‎), внутри которого он также руководит Институтом культуры. Специалист по творчеству Джакомо Леопарди, составил большую антологию — первое издание итальянского поэта на испанском языке (1990).
Автор шести романов, тринадцати сборников эссе на темы культуры, трёх сборников стихов, а также трёх книг, которые он сам считает написанными в технике «поперечного письма». В 1993 году получил премию Надаля за свой первый роман «Причины зла», в котором в аллегорической форме размышляет о зле и о человеческой борьбе между памятью и забвением. В 2002 году получил премию Фонда экономической культуры за эссе «Воспитание чувств»; также в 1987 году номинировался на Национальную премию эссе за работу «Территория кочевника». Пишет колонку в газете El País. Известный блогер. Пишет на испанском и каталонском языках.
Участвовал в основании издательств исп. Fontemara (1975), исп. Icaria (1978), исп. El Acantilado (2000). Читал многочисленные лекции по всему миру и сотрудничал с главными культурными и художественными журналами Испании. Неутомимый путешественник, многие его поездки прямо или косвенно появляются в его книгах.